# Densità nucleare
La definizione della densità nucleare è la naturale estensione del concetto di densità di un corpo che è definita come il rapporto tra la massa ed il suo volume; pertanto questa densità nucleare o densità della materia nucleare è pari alla massa m dei nucleoni diviso il loro volume V: 
{\displaystyle \rho ={\frac {m}{V}}}
e supponendo che il nucleo atomico sia sferico e di raggio R si può dimostrare che il suo valore è di circa:
{\displaystyle \rho ={\frac {m}{4/3\pi R^{3}}}=2,3\times 10^{17}{\rm {kg/m^{3}}}}.